# Rionansa
Rionansa ist eine Gemeinde in der spanischen Autonomen Region Kantabrien. Diese Gemeinde liegt im Tal des Flusses Nansa, von dem sie ihren Namen hat, im Westen Kantabriens.

## Geschichte
Die menschliche Anwesenheit in diesem Gebiet ist seit prähistorischen Zeiten belegt, wie die Höhlen von Chufín, Micolón und Porquerizo zeigen, in denen Spuren der Besiedlung seit dem Paläolithikum gefunden wurden.
Im Hochmittelalter wuchsen einige Orte, wie z. B. das heutige Rioseco, und wurden unter dem Schutz kirchlicher Institutionen besiedelt. Später bildeten die fünf Räte das Tal von Rionansa, das wiederum Teil der Merindad de las Asturias de Santillana war. Während der Katholischen Könige gehörte Rionansa zu den Herrschaften, die die Markgrafen von Aguilar de Campoo in den kantabrischen Ländern besaßen.
Im Jahr 1822 wurde die erste konstitutionelle Stadtverwaltung mit einem eigenen Gerichtsbezirk, genannt „Puente Nansa“, gegründet. Im Jahr 1835 änderte sie ihren Namen in Rionansa und wurde Teil des Gerichtsbezirks von San Vicente de la Barquera.

## Orte
- Arenas
- Las Bárcenas
- Cabrojo
- Celis
- Celucos
- Cosío
- La Cotera
- La Herrería
- Obeso
- Pedreo
- Los Picayos
- Puentenansa (Hauptort)
- Riclones
- Rioseco
- Rozadío
- San Sebastián de Garabandal

## Bevölkerungsentwicklung
| 1842 | 1900 | 1950 | 1981 | 1991 | 2001 | 2011 |
| ---- | ---- | ---- | ---- | ---- | ---- | ---- |
| 1283 | 1686 | 2241 | 1775 | 1734 | 1344 | 1091 |